# Fadiala Keïta
Pour les articles homonymes, voir Keita.
 (décembre 2023).
Fadiala Keïta, né en 1927 à Mamou en Guinée française, est un diplomate et homme politique guinéen.

## Biographie
Fadiala Keita est né en 1927 à Mamou en Guinée. Il a étudié à l'Université de Paris et également à l'École Nationale Française Institut des langues orientales.

## Parcours professionnel
Fadiala commence par exerce comme avocat en France de 1951 à 1955 puis jusqu'en 1958, en Guinée. Au au moment de l'indépendance de la Guinée en 1958, il devient membre de la Cour d'Appels.
Entre 1961 et 1962, il fut président de la Cour d'appel et de la Cour suprême. De 1962 à 1967, il occupe les fonctions de procureur général. En 1967, Keita a été nommé ambassadeur en URSS avec juridiction sur la plupart des pays d'Europe orientale et sur la Finlande en remplacement de Seydou Conté. Au début de cette année, il est devenu ambassadeur de la Guinée aux États-Unis.

## Vie privée
Fadiala Keita est marié et père de trois enfants.
Alors directrice générale de la Compagnie des bauxites de Guinée, Fadiala Kéita a été arrêtée et est décédée en prison à Conakry.